# Ein Fall für zwei: Todestag
Todestag ist der Titel der 40. Episode der Krimiserie Ein Fall für zwei mit Günter Strack und Claus Theo Gärtner in den Hauptrollen.

## Handlung
Der Gärtnereibesitzer Karl Wilbrand, dessen Sohn aus erster Ehe 26 Jahre zuvor möglicherweise in der Absicht eines Selbstmords tödlich verunglückte, ist seit 23 Jahren mit einer deutlich jüngeren Frau verheiratet, die ihn mit einem anderen Mann betrügt. In der Garage seines Betriebs halten zwei Mitarbeiter ihn knapp von einem Selbstmord ab. Gegenüber dem Rechtsanwalt Dr. Renz gibt er im Krankenhaus an, es habe sich nicht um einen Suizidversuch, sondern um einen Mordanschlag gegen ihn gehandelt. Den Täter habe er zwar nicht erkennen können. Er verdächtigt gegenüber Dr. Renz allerdings seine Ehefrau oder deren Liebhaber Gunter Bonte der Tat. Die Polizei möchte er jedoch nicht verständigen.
Der Privatdetektiv Josef Matula lässt sich im Gartencenter anstellen, um einerseits Wilbrand vor eventuellen weiteren Anschlägen zu beschützen und um andererseits Hintergründe zu ermitteln. Er stellt fest, dass der leitende Angestellte Paul Lüdke mit Wilbrands Exfrau Anne kooperiert, die nach wie vor die zur Gärtnerei gehörende Baumschule leitet. Außerdem findet er Hinweise darauf, dass Lüdke offenbar plant, eine eigene Gärtnerei zu erwerben.
Karl Wilbrand fährt zum Todestag seines Sohnes in Richtung dessen Unfallortes in der Nähe von Langenburg, wo er beabsichtigt, sich mit seiner Exfrau zu treffen, die sich ihrerseits ebenfalls dorthin begibt. Ab Offenbach am Main wird er von Paul Lüdke mit einem auffälligen Chrysler Cordoba verfolgt. An einer Tankstelle hält er an, um Dr. Renz telefonisch über diese vermeintliche Verfolgung zu unterrichten. Später kommt es an einem Rastplatz zu einer leichten Kollision der beiden Wagen. Letztlich verunglückt Wilbrand tödlich. Renz findet heraus, dass der Chrysler wenige Tage zuvor in der Frankfurter Innenstadt gestohlen worden war. Er wird nun von der Polizei an der Stadtgrenze in Frankfurt-Fechenheim wieder aufgefunden. Im Aschenbecher werden Reste von Zigarillos und Streichhölzern vorgefunden, die dem Geliebten Karin Wilbrands zugeordnet werden können. Außerdem wird festgestellt, dass die im Zuge der Kollision entstandenen Lackspuren von Karl Wilbrands Wagen stammen. Zudem wird von Matula in Wilbrands Wohnhaus eine auffällig platzierte Packungsbeilage eines Medikamentes gefunden, was Wilbrands Mordthese zu stützen scheint. Renz wird allerdings stutzig, da all diese Hinweise als sehr offensichtlich erscheinen und von einem angeblichen Mörder demzufolge keinerlei Aufwand betrieben worden war, um diese zu vertuschen.
Renz und Matula stellen Paul Lüdke zur Rede. Dieser gibt zu, den Geldbetrag zum geplanten Kauf einer eigenen Gärtnerei von Karl Wilbrand erhalten zu haben, mit dem er stets sehr vertrauensvoll zusammengearbeitet habe. Als Renz und Matula ihm dennoch den Mord an Wilbrand unterstellen, gesteht er, diesem bei der Inszenierung seines Suizids geholfen zu haben. Wilbrand habe beabsichtigt, seinen Tod als Mord erscheinen zu lassen und damit seine Exfrau und deren Geliebten zu belasten. Um Lüdke nicht in Schwierigkeiten zu bringen, hatte er seinen Plan in einem handschriftlichen Brief dokumentiert, den Lüdke nun entsprechend vorlegen kann.

## Hintergrund

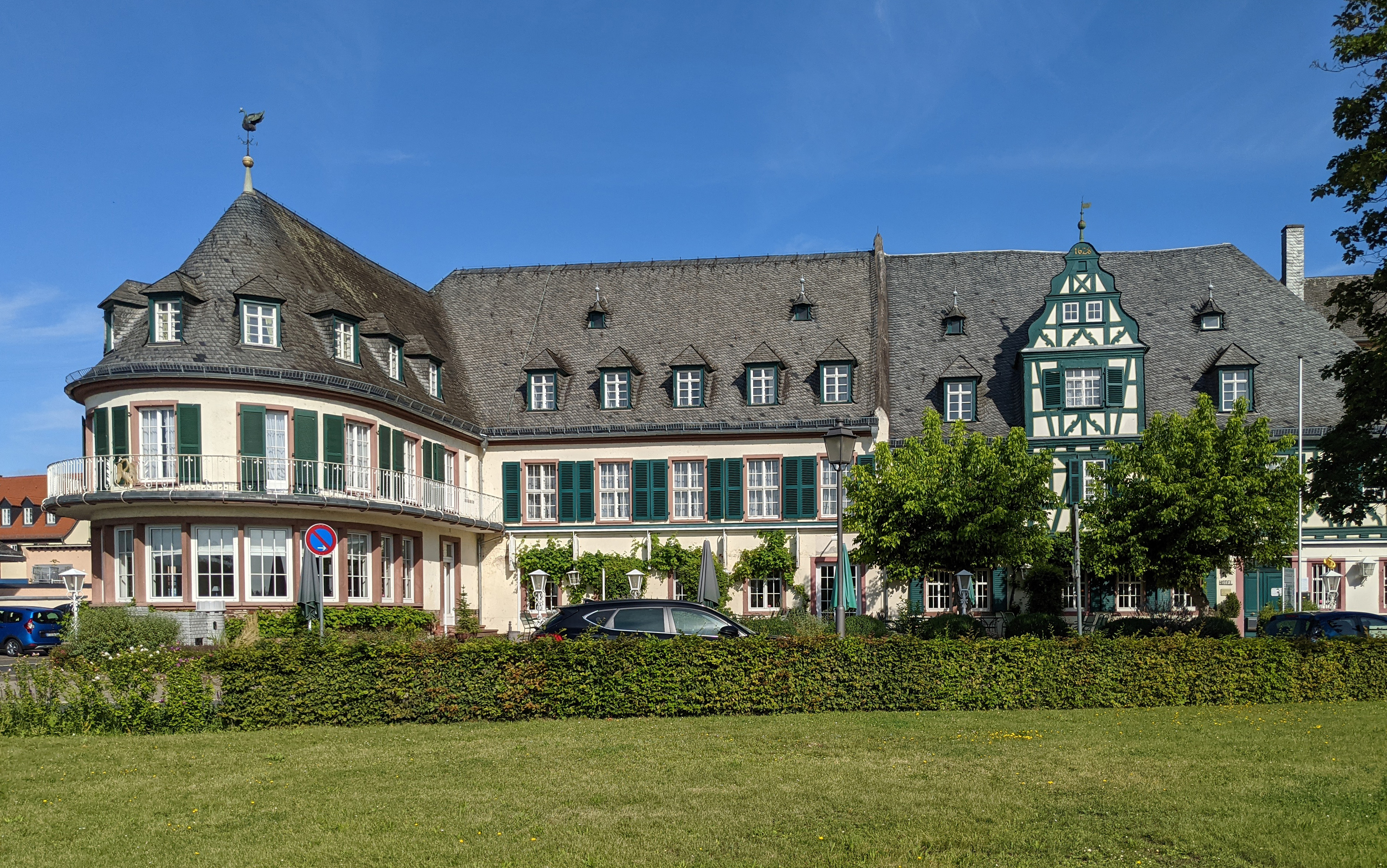
Hotel Schwan, aufgenommen aus ähnlicher Perspektive wie in der Episode

Die Episode wurde überwiegend im Rhein-Main-Gebiet gedreht. Die Kulisse der Kanzlei von Dr. Renz befand sich im Hotel InterContinental Frankfurt.
Die Szene, in der Paul Lüdke sein Fahrzeug wechselt, wurde am westlichen Ortseingang von Offenbach-Kaiserlei an der Bundesstraße 43 gedreht. Kurz darauf werden eine Kreuzung südlich von Maintal-Hochstadt sowie die Kreisstraße 714 in Richtung Waldems-Steinfischbach befahren.
Als Außenkulisse für das angeblich im hohenlohischen Langenburg befindliche Schlosshotel Waldhof wurde das Hotel Schwan in Oestrich-Winkel im Rheingau verwendet.